# Kid Rock
Robert James Ritchie (Romeo (Michigan), 17 januari 1971), is bekend als Kid Rock. Hij is een muzikant, songwriter en acteur en heeft 23 miljoen albums wereldwijd verkocht sinds het uitbrengen van zijn eerste album: Grits Sandwiches for Breakfast in 1990.

## Biografie
Kid Rock begon zijn carrière toen hij elf jaar oud was als rapper, maar werd vooral bekend met Kid Rock & The Twisted Brown Trucker Band, die hij begon in 1994.
In juli 2006 trouwde hij met Baywatch-ster Pamela Anderson, maar het huwelijk duurde slechts vijf maanden: in november 2006 scheidde het paar. In Nederland is the American Badass bekend door Cowboy en het nummer All Summer Long. All Summer Long stond 18 weken in de Nederlandse Top 40 en bereikte er de nummer 2-positie. In de meeste landen in Europa stond het nummer zelfs op nummer 1.
Kid Rock kan niet alleen zingen, hij laat op het podium ook zien dat hij alle instrumenten die op het podium staan kan bespelen. Dat doet hij als de band het nummer 3 Sheets To The Wind live speelt, Kid bespeelt dan de draaitafels, gitaar, keyboard en de drums. Ook gebruikt hij het publiek om het nummer compleet te maken.

### Grits Sandwiches for Breakfast
Ritchies carrière begon toen hij 11 was en voor de lol danste in een winkelcentrum als een lid van de hiphop-formatie The Furious Funkers. Na het succes van Run DMC en The Beastie Boys kocht hij een goedkope draaitafel en begon zelf te leren draaien. Op de middelbare school was Ritchie dj op feesten in ruil voor bier. Uiteindelijk sloot hij zich aan bij Bo Wisdom van Groove Time Productions, in Mt. Clemens, Michigan voor een aantal shows. De bezoekers gaven hem de naam “Kid Rock” nadat ze zich vermaakten met het kijken naar “that white kid can rock”.
Naast het dj-en, begon hij met rappen en werd lid van de hiphopformatie The Beast Crew bestaand uit The Blackman, Champtown, KDC, Crisp en Doc Rounce Cee. Rock werd ook bevriend met producer D-Nice van de in de VS legendarische hiphopformatie Boogie Down Productions. Toen Kid Rock een keer opende voor BDP, nodigde D-Nice een A&R-manager van Jive Records uit om hem te zien optreden. Dit leidde tot een demo-deal, die uitmondde in een contract bij de platenmaatschappij. Tegen de wil van zijn ouders in tekende Rock de deal op zijn 17e jaar. Later maakte hij deel uit van de Straight From The Underground Tour waar ook grote namen als Ice Cube, Too Short, D-Nice en Yo-Yo optraden.

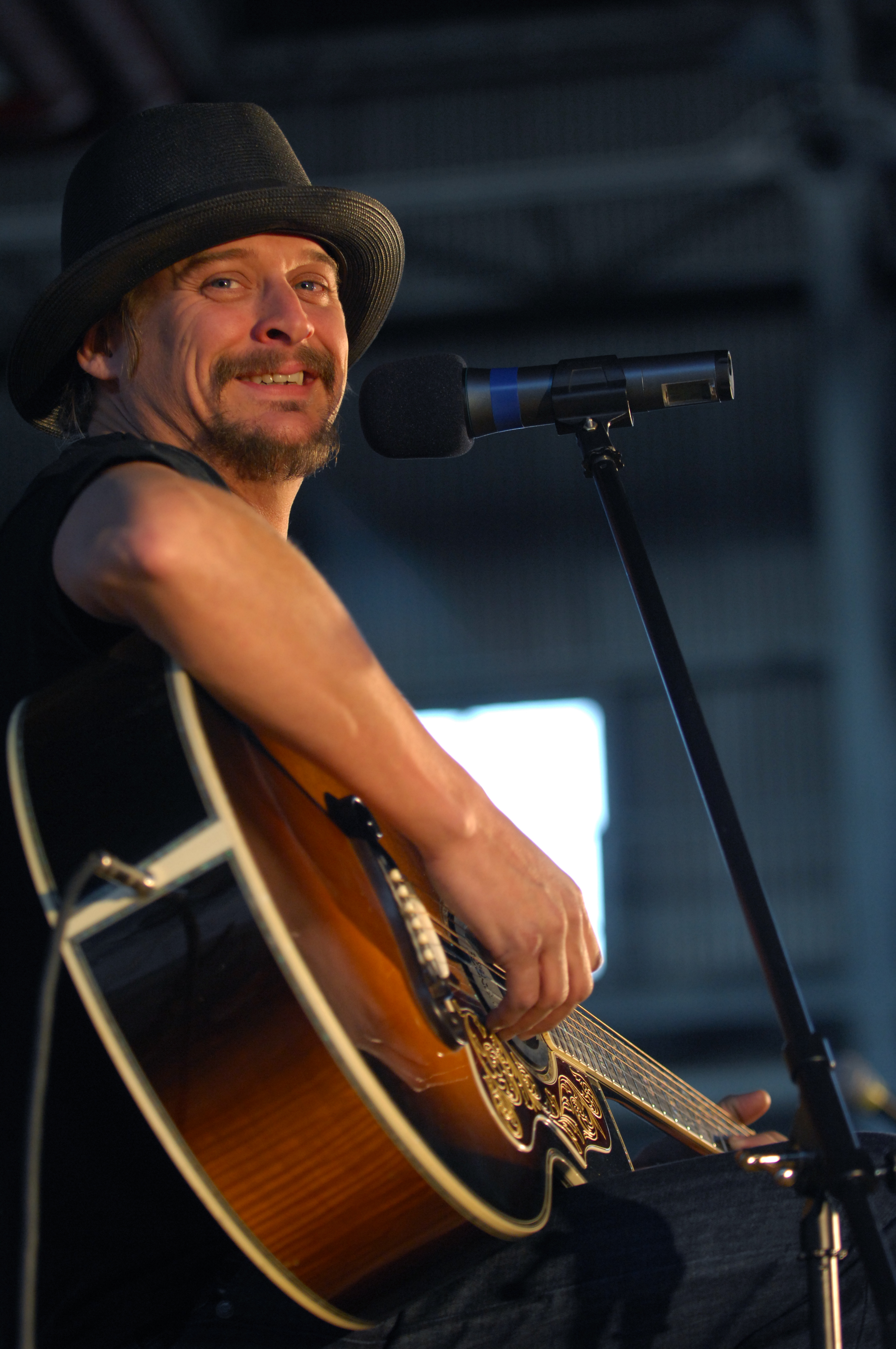

In december 1990 gaf Kid Rock zijn debuutalbum Grits Sandwiches for Breakfast uit bij het platenlabel Jive Records. De single Yo Da Lin In The Valley was verbannen door de FCC, omdat er in de tekst over orale seks werd gerapt. De zender SUNY Cortland Radio zond de single toch uit en ontving hierop de hoogste boete ooit voor een niet-commerciële radiozender: $23.750,-
In 1991 werd Kid Rock ontslagen bij Jive Records.

### Herstart op een onafhankelijk label
In 1992 werd Kid Rock opgepikt door een onafhankelijke platenlabel, Continuum Records, die het volgende jaar zijn tweede album; The Polyfuze Method uitbracht. Terwijl het nummer “Back From The Dead” vaak werd gedraaid op de Central Michigan Universiteit, kwam U Don't Know Me niet in de hitlijst en de grote videokanalen draaiden de clip weinig. Na het uitbrengen van een ep genaamd Fire It Up in 1994 ging Continuum failliet en zat Kid Rock weer zonder contract.
Rock startte zijn eigen label, Top Dog Records, en bracht elke maand demotapes uit genaamd The Bootleg Series. Die bevatte demo's van hem en andere opkomende rappers uit Detroit. Hij tekende later een contract met Curt Hauer, Dave long en de Cook Twins om zijn “Top Dog Interns” te worden, dezen zouden hem gaan helpen met het promoten van zijn shows en het ontwerpen van zijn eigen merchandiselijn in Detroit. Ongeveer rond dezelfde tijd vormde Rock zijn band Twisted Brown Trucker Band, waar later Joe C bij kwam, die hij tijdens een concert in 1994 ontmoette. In 1995, nam hij een baan als conciërge om de rekeningen van de studio te kunnen betalen. Wanneer hij niet werkte nam Kid materiaal op zijn vierde album, Early Morning Stoned Pimp. Het album werd uitgebracht in 1996 en Kid Rock verkocht 14.000 exemplaren vanuit de kofferbak van zijn auto en na zijn concerten.
Nu Rock populair was in Michigan en zijn eigen platenlabel had, voelde hij dat hij de aandacht moest trekken van een grote platenmaatschappij. Rock deed een speciaal showcaseconcert, met Jason Krause als gitarist. Hoewel er veel grote platenlabels werden uitgenodigd waren, waren de enigen die op kwamen dagen Karp en Lave directeur Jason Flom Lave/Atlantic Records. Na dit optreden waren ze enthousiast over de muziek maar hadden vraagtekens bij de sterkte van zijn materiaal. Kid Rock ging terug naar de studio en maakte een tape met zes nummers; de eerste twee waren Somebody's Gotta Feel This en I Got One For Ya. Na het horen van deze twee nummers moedigde Jason Flom Karp aan om Kid Rock voor een platenlabel te strikken voor $100.000,-, zonder de rest van de nummers te horen.

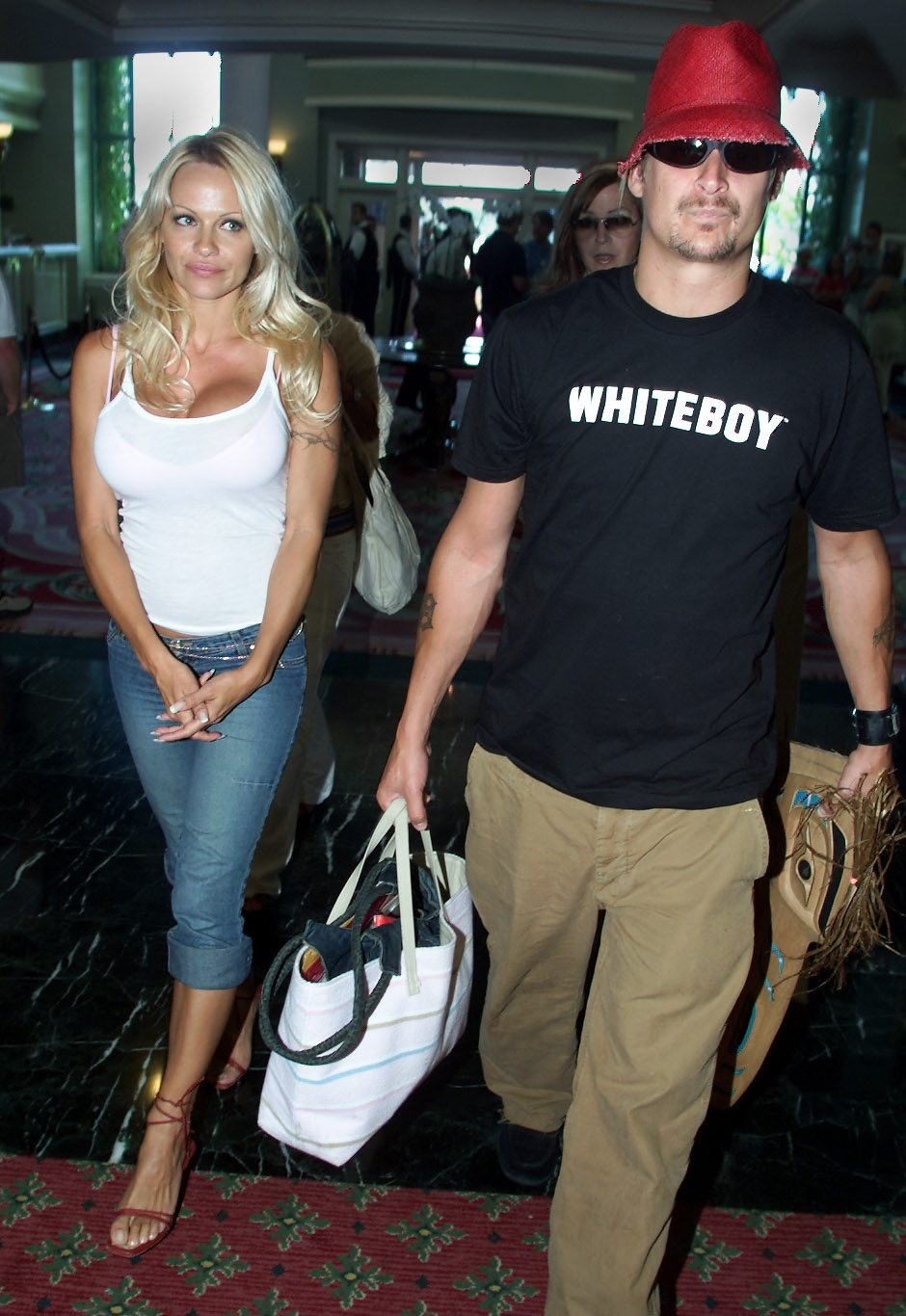
Kid Rock en Pamela Anderson

### Devil Without a Cause
In 1997 voegde Kid Rock drummer/vocalist Stefanie Eulinberg toe aan de band, andere leden van de band waren Kenny Olson, Jason Krause, Jimmie Bones, Uncle Kracker, Mike Bradford, en Joe C. In augustus 1998 bracht Atlantic Devil Without A Cause uit alsmede de single Welcome To The Party. Kid Rock ging mee met de Vans Warped Tour om het album te promoten.
Welcome 2 The Party werd genegeerd door het publiek en Devil Without A Cause lag stof te verzamelen op de planken voor 8 maanden. Terwijl de verkoop stug verliep, stimuleerde zijn optreden op de 1998 Warped Tour in Northampton, Massachusetts de regionale interesse in Massachusetts en New England. Dit zorgde ervoor dat zijn nummers vaker gedraaid werden in de zomer en herfst van 1998. In december 1998, na een ontmoeting met Carson Daly, kreeg hij een aanbieding om op te treden op MTV Fashionably Loud in Miami, om daar de VS van Kid Rock te laten 'proeven'. Vanaf toen nam MTV hem onder hun hoede, hij trad op op MTV's Wanna B A VJ en hij was dj voor TRL tijdens de Spring Break Special. Ook was hij de jury bij Say What Karaoke. Dit gaf hem een gouden status in april 1999.
In mei 1999 bracht hij het nummer Bawitbada naar de radio welke goed werd ontvangen. In juni was het album waar Bawitbada op stond platina.
Kid Rock ging mee op de Limpotrolis Tour met andere rap-rockers Limp Bizkit en Staind en in dezelfde maand op zijn eigen eerste, grote tour. Tijdens zijn optreden op Woodstock 99 op 27 juli 1999 had hij al dubbel-platina gekregen. De volgende single, Cowboy, werd een nog grotere hit. Het was een aparte mix van southern rock (zuidelijke rock) en 'old-school' hip-hop die zijn weg vond naar de top 40. Rock hielp mee met het creëren van een van de meest memorabele momenten in de geschiedenis van MTV met zijn 1999 Video Music Awards Medley met Run DMC en Aerosmith die voor deze gelegenheid weer bij elkaar kwamen om Walk This Way te spelen, dit nummer was een hoogtepunt voor Aerosmith in de jaren 80. Rocks volgende single, de rockballad Only God Knows Why, werd een top 20 hit in de Billboard's Top 100 Charts en in de top 10 van de Top 40 in de VS. Na de verschijning van Wasting Time, de laatste single van dit album, had het album al zeven keer platina gekregen en was genomineerd voor drie Grammy Awards. Het werd bevestigd bij de RIAA op 17 april 2003 dat het album 11 keer platina had ontvangen.

### History of Rock
Na het bemachtigen van de rechten van de nummers in 2000 die hij voorheen had gemaakt, bracht Kid Rock het album The History of Rock uit; een collectie van geremixte en opnieuw opgenomen nummers. Voor de enige nieuwe track, American Badass, had Kid Rock de muziek gebruikt van Metallica: Sad But True. Hij heeft ook met Metallica op het podium gestaan om met dit nummer op te treden. Het nummer is later gebruikt als entreenummer voor pro-worstelaar "The Undertaker" (Mark Calaway) in de World Wrestling Federation (deze heet tegenwoordig World Wrestling Entertainment).
In de zomer van 2000, Kid Rock ging samen op tournee met Metallica, Korn, Powerman 5000 en System Of A Down. Kid Rock viel in voor James Hetfield van Metallica om de tekst van Enter Sandman, Sad But True en Nothing Else Matters te zingen, ook gebruikte hij de draaitafels bij Fuel voor drie shows nadat Hetfield zijn ruggengraat had geblesseerd tijdens het rijden op een jetski op Lake Lanier, de dag voor een concert in Atlanta. Later dat jaar, assisteerde hij Phish op het podium voor een aantal cover nummer op een concert in Las Vegas. Kid Rock heeft daar een aantal nummers opgenomen met de legendarische blues artiest Robert Bradley en Robert Bradley's Blackwater Surprise in 200 op hun album Time To Discover.
Begin 2001 introduceerde Kid Rock Aerosmith in de Rock and Roll Hall of Fame en trad samen met Aerosmith op met Sweet Emotion. Datzelfde jaar had Kid Rock zijn eerste acteur rol in een comedy Joe Dirt.

### Cocky
In de lente van 2001, begon Rock te daten met Playboy playmate en actrice Pamela Anderson, nadat de twee elkaar hadden ontmoet op een VH1 tribuut voor Aretha Franklin. In april 2002 verloofden Kid en Pamela Anderson zich, maar deze werd later verbroken.
In november bracht Rock Cocky uit, de officiële opvolger van Devil Without A Cause. De eerste single Forever, bevatte zijn standaard rap rock geluid. De tweede single was al meer een glimp naar de toekomst. Lonely Road of Faith, een country ballad, werd weinig gedraaid op CMT. Dat was gevolgd bij de zuidelijke rocker You Never Met A Motherfucker Quite Like Me. In november 2002 lag de verkoop ver achter op Devil Without A Cause.
Nadat Picture werd uitgebracht, een duet met country invloeden, met Sheryl Crow, kwam Rock voor een veel breder publiek te staan en met succes. Picture was de meeste succesvolle single van het album en kreeg een gouden status nadat het aantal verkopen op 5 miljoen stond.. De platenmaatschappij of Sheryl Crow wilde nooit wat doen met Picture als single. Allison Moorer maakte een andere versie van het nummer voor de singleversie nadat Rock het nummer uitbracht tegen de wens in van de platenmaatschappij. Opnieuw steeg het nummer in de country hitlijsten, Sheryl Crows label antwoordde hierop door de originele versie uit te geven.
Op 14 december 2001 zond CMT een aflevering van Crossroads uit met Kid Rock en Hank Williams jr. De aflevering trok 2.1 miljoen kijkers, een record op CMT. Eind 2002 vertrok Uncle Kracker uit de band om een solocarrière te beginnen en underground Detroit rapper Paradime verving hem. Kid Rock maakte ook zijn tweede film, Biker Boyz met Laurence Fishburne.

### Een nieuwe stijl
In 2003 keerde Kid Rock terug met een gelijknamig album, waarbij het gebruikelijke rap rock geluid dat hij had gecreëerd weinig was terug te vinden. Het was 'vervangen' door southern rock and country ballades. De eerste single was een cover van Bad Company; Feel Like Making Love. Een gerucht deed de ronde in de media dat dit opgenomen was tijdens een speciale uitzending van VH-1 genaamd: A Kid Rock Christmas.
Hij bracht de countryballade Cold And Empty en de bluesrocker Jackson, Mississippi uit als dubbele singles. Hij vervolgde het pad met I Am en Single Father. Single Father werd zijn tweede countrynummer in de hitlijsten.
Kid Rock was betrokken bij een controversiële actie op de Super Bowl XXXXVII in Houston, Texas op 3 februari 2005. Hij kreeg kritiek van oorlogsveteranen vanwege de keuze om de Amerikaanse vlag te dragen als poncho.
De maand daarop introduceerde Kid Bob Seger in de Rock and Roll Hall of Fame. In september viel Kid Rock in voor Johnny Van Zant, de zanger van Lynyrd Skynyrd tijdens het nummer Sweet home Alabama tijdens een benefietconcert voor de slachtoffers van orkaan Katrina.
In 2009 kreeg Kid Rock een ster in de Music City Walk of Fame in Nashville.

## Twisted Brown Trucker Band

### Huidige Leden Twisted Brown Trucker Band
- Robert James 'Kid Rock' Ritchie - zang
- Kenny Tudrick - gitaar
- Jason Krause - gitaar
- Jimmie Bones - keyboard
- Stephanie Eulinberg - drums & percussie
- Aaron Julison - basgitaar
- Freddie 'Paradime' Beauregard - draaitafels

### Ex-Leden Twisted Brown Trucker Band
- Uncle Kracker (solo) - zang
- Joseph Calleja (overleden op 16 november 2000)(beter gekend als Joe-C) - zang

## Trivia
- Kid Rock is ook een goede vriend van Willie Nelson. Hij speelde mee op zijn album Outlaws and Angels.
- Kid Rock is bevriend met Rev Run van Run-D.M.C., hij is bezig met een album op te nemen met Rev Run
- Kid Rock heeft ook met bekende artiesten op het podium gestaan en/of nummers opgenomen met bijvoorbeeld: Hank Williams jr., Sheryl Crow, Jerry Lee Lewis, Nickelback, Eminem, Lynyrd Skynyrd, Run-D.M.C., Metallica, Snoop Dogg, Aerosmith , Slash & Bon Jovi.

## Hitlijsten

### Albums
| Album met eventuele hitnotering(en) in de Nederlandse Album Top 100 | Datum van verschijnen | Datum van binnenkomst | Hoogste positie | Aantal weken | Opmerkingen |
| ------------------------------------------------------------------- | --------------------- | --------------------- | --------------- | ------------ | ----------- |
| Rock 'n Roll Jesus                                                  | 2008                  | 28-06-2008            | 19              | 16           |             |

| Album met hitnotering(en) in de Vlaamse Ultratop 200 albums | Datum van verschijnen | Datum van binnenkomst | Hoogste positie | Aantal weken | Opmerkingen |
| ----------------------------------------------------------- | --------------------- | --------------------- | --------------- | ------------ | ----------- |
| Rock 'n Roll Jesus                                          | 2008                  | 02-08-2008            | 33              | 11           |             |

### Singles
| Single met eventuele hitnotering(en) in de Nederlandse Top 40 | Datum van verschijnen | Datum van binnenkomst | Hoogste positie | Aantal weken | Opmerkingen |
| ------------------------------------------------------------- | --------------------- | --------------------- | --------------- | ------------ | ----------- |
| Cowboy                                                        | 1999                  | 30-10-1999            | tip9            | -            |             |
| All summer long                                               | 2008                  | 28-06-2008            | 2               | 18           | Alarmschijf |
| Roll on                                                       | 2008                  | 25-10-2008            | tip11           | -            |             |

| Single met hitnotering(en) in de Vlaamse Ultratop 50 | Datum van verschijnen | Datum van binnenkomst | Hoogste positie | Aantal weken | Opmerkingen |
| ---------------------------------------------------- | --------------------- | --------------------- | --------------- | ------------ | ----------- |
| All summer long                                      | 2008                  | 26-07-2008            | 3               | 18           |             |

### NPO Radio 2 Top 2000
| Nummer met noteringen in de NPO Radio 2 Top 2000 | '09  | '10  | '11  | '12  | '13  | '14  | '15  | '16  | '17  | '18  | '19  | '20  | '21  |
| ------------------------------------------------ | ---- | ---- | ---- | ---- | ---- | ---- | ---- | ---- | ---- | ---- | ---- | ---- | ---- |
| All Summer Long                                  | 1440 | 1305 | 1212 | 1045 | 1210 | 1343 | 1395 | 1716 | 1851 | 1697 | 1854 | 1899 | 1874 |

1. ↑  Een vetgedrukt getal geeft de hoogste notering aan.
2. ↑  2009 was het eerste jaar met een notering voor dit nummer.
3. ↑  Deze tabel is bijgewerkt tot en met de laatste editie (2024).

## Discografie

### Albums
- 1990: Grits Sandwiches for Breakfast
- 1993: The Polyfuze Method
- 1994: Fire It Up
- 1996: Early Mornin' Stoned Pimp
- 1997: The Polyfuze Method Revisited
- 1998: Devil Without a Cause
- 2000: The History of Rock
- 2001: Cocky
- 2003: Kid Rock
- 2006: Live Trucker
- 2007: Rock 'n Roll Jesus
- 2010: Born Free
- 2012: Rebel Soul
- 2015: First Kiss

### Aankomende albums
- N.N.B.: Running With The Kid - met Rev Run (Run DMC)

### Singles
| Jaar | Titel                                       | US Hot 100 | U.S. Mainstream Rock | US Modern Rock | Hot Country Singles & Tracks | Adult Contemporary | Album                          |
| ---- | ------------------------------------------- | ---------- | -------------------- | -------------- | ---------------------------- | ------------------ | ------------------------------ |
| 2006 | Son Of Detroit (Live)                       | -          | No 32                | -              | -                            | -                  | 'Live' Trucker                 |
| 2006 | Cowboy (Live)                               | -          | No 49                | -              | -                            | -                  | 'Live' Trucker                 |
| 2006 | Bawitdaba (Live)                            | -          | No 65                | -              | -                            | -                  | 'Live' Trucker                 |
| 2004 | I Am                                        | -          | No 28                | -              | -                            | -                  | Kid Rock                       |
| 2004 | Jackson, Mississippi                        | -          | No 14                | -              | -                            | -                  | Kid Rock                       |
| 2004 | Cold And Empty                              | -          | -                    | -              | -                            | No 20              | Kid Rock                       |
| 2004 | Single Father                               | -          | -                    | -              | No 50                        | -                  | Kid Rock                       |
| 2003 | Feel Like Makin' Love                       | -          | No 33                | -              | -                            | -                  | Kid Rock                       |
| 2002 | Picture (met Sheryl Crow)                   | No 4       | -                    | -              | No 21                        | No 2               | Cocky                          |
| 2002 | Lonely Road of Faith                        | -          | No 15                | -              | -                            | -                  | Cocky                          |
| 2002 | You Never Met a Mother Fucker Quite Like Me | -          | No 32                | -              | -                            | -                  | Cocky                          |
| 2001 | Forever                                     | -          | No 18                | No 21          | -                            | -                  | Cocky                          |
| 2000 | American Bad Ass                            | -          | No 20                | No 33          | -                            | -                  | The History of Rock            |
| 2000 | Only God Knows Why                          | No 19      | No 5                 | No 13          | -                            | No 23              | Devil Without a Cause          |
| 2000 | Wasting Time                                | -          | No 35                | -              | -                            | -                  | Devil Without a Cause          |
| 1999 | Bawitdaba                                   | -          | No 11                | No 10          |                              |                    | Devil Without a Cause          |
| 1999 | Cowboy                                      | No 82      | No 10                | No 5           | -                            | -                  | Devil Without a Cause          |
| 1999 | I Am The Bullgod                            | -          | No 31                | -              | -                            | -                  | Devil Without a Cause          |
| 1998 | Welcome 2 The Party (ode 2 The Old School)  | -          | -                    | -              | -                            | -                  | Devil Without a Cause          |
| 1994 | Prodigal Son                                | -          | -                    | -              | -                            | -                  | Fire It Up                     |
| 1994 | My Oedipus Complex                          | -          | -                    | -              | -                            | -                  | Fire It Up                     |
| 1993 | U Don't Know Me                             | -          | -                    | -              | -                            | -                  | The Polyfuze Method            |
| 1992 | Back From The Dead                          | -          | -                    | -              | -                            | -                  | The Polyfuze Method            |
| 1991 | Yo Da Lin In The Valley                     | -          | -                    | -              | -                            | -                  | Grits Sandwiches For Breakfast |